# Cerano d'Intelvi
Cerano d'Intelvi là một đô thị ở tỉnh Como trong vùng Lombardia, có cự ly khoảng 50 km về phía bắc của Milano và khoảng 15 km về phía bắc của Como, ở biên giới với Thụy Sĩ. Tại thời điểm ngày 31 tháng 12 năm 2004, đô thị này có dân số 539 người và diện tích là 5,5 km².
Cerano d'Intelvi giáp các đô thị: Cabbio (Thụy Sĩ), Casasco d'Intelvi, Castiglione d'Intelvi, Dizzasco, Muggio (Thụy Sĩ), San Fedele Intelvi, Schignano.